# Dead or Alive 3
Dead or Alive 3 (яп. デッドオアアライブ3 Deddo Oa Araibu Surī, сокращённо: DOA3,  в пер. с англ. «живым или мёртвым») — файтинг 2001 года, разработанный Team Ninja и изданный Tecmo для консоли Xbox . Это третья основная игра серии Dead or Alive. По сравнению с предыдущими частями, в Dead or Alive 3 были значительно улучшены геймплей и графика.
История игры сосредоточена на попытке DOATEC создать совершенное человеческое оружие в рамках своего проекта Омега, захватив и превратив лидера хаджин-мона клана Муген-Теншин-ниндзя, Генра, в злого сверхчеловека по имени Омега. Ниндзя участвуют в третьем турнире Dead or Alive, чтобы победить Омегу.
Dead or Alive 3 получила признание критиков и коммерческий успех после выпуска, было продано более 1 миллиона единиц по всему миру в течение первых пяти месяцев после его выпуска, став самой продаваемой игрой во франшизе и одной из 10 самых продаваемых игр для Xbox. Игра получила несколько наград и была номинирована на многие другие. Европейские и японские версии были выпущены несколько месяцев спустя с дополнительным контентом и обновлениями, которые не были представлены в североамериканской версии.
Dead or Alive 3 позже станет обратно совместимой с Xbox 360. 10 ноября 2021 года, все версии Dead or Alive 3 стали доступны для скачивания с Xbox Live по всему миру. 15 ноября 2021 года все версии были сделаны обратно совместимыми с Xbox One и Xbox Series X/S. После Dead or Alive 3 вышли Dead or Alive Ultimate в 2004 и Dead or Alive 4 в 2005.

## Оценки
| Сводный рейтинг | Сводный рейтинг |
| Агрегатор       | Оценка          |
| --------------- | --------------- |
| GameRankings    | 86,19 %         |